# Évelyne Adam
Pour les articles homonymes, voir Adam (homonymie).
 (août 2017).
Évelyne Adam, née à Toulon, est une  animatrice et  productrice française de radio, auteure, comédienne, parolière et présidente du prix littéraire Hervé Ghesquière. Après avoir vécu de nombreuses années à Paris, elle est désormais installée en Corse.

## Biographie
(mai 2019).
Au début des années 1980, Évelyne Adam est secrétaire médicale à Toulon en France. Alors qu'a eu lieu l'explosion des radios libres en France, elle se décide à changer de vie et s'engager en radio en participant notamment à l'aventure de Cristal FM qui émet alors à Toulon.
- Elle animera ensuite différentes tranches horaires des radios de Toulon successivement:: Cristal FM, Vent d'Est, Micro 83  et Vox Soleil

Elle débute avec Radio France  à Marseille en janvier 1986 où elle anime les matinales de Radio France Provence, puis c'est le début d'un long parcours radiophonique avec Radio France.
- En 1987, elle anime le 17-19 h sur Radio France Lyon
- En 1988, Les matinales et le 12 h-13 h ainsi que le samedi 9 h-10 h de Radio France Bretagne Ouest
- En Mai 1988, elle est nommée responsable de l'antenne et des programmes de Radio France Savoie à l'occasion des Jeux olympiques d'hiver de 1992. Elle y anime parallèlement les matinales et le 12 h-13 h en quotidienne ainsi que les émissions en direct des sites Olympiques.
- En 1989, elle participe auprès de Roger Gicquel à l'élaboration du projet d'entreprise de Radio France.
- En 1991, elle devient productrice à RFI et crée la mission Olympique de Radio France Internationale à Paris pour les Jeux olympiques d'hiver de 1992.
- Elle donne parallèlement des cours de radio au Studio école de France[5] où elle est responsable en animation des premières années.
- En 1994, elle anime sur Radio Monte-Carlo (RMC) l'émission "La solitude ça n'existe pas" de 20 h à minuit en quotidienne
- Elle est également chroniqueuse en matinale et prête sa voix aux campagnes publicitaires de RMC.
- En 1997, elle est productrice et animatrice sur Radio Bleue où elle anime les émissions "Devant le juke box" en quotidienne, puis sur Rire et Chansons "Le studio Classique" et "La bulle francophone" pour les découvertes nouvelles scènes françaises en hebdomadaire.
- Elle anime, depuis 2000, une émission populaire La compil' des auditeurs, dénommée couramment La Compil, qui propose aux auditeurs de confectionner eux-mêmes la programmation musicale de l'émission en contactant l'animatrice par divers moyens de communication (téléphone, SMS, courriel, correspondance épistolaire). L'émission est diffusée en semaine, entre 21h et minuit, sur France Bleu[6], en diffusion nationale, depuis la maison de la radio.
- Après 28 ans de collaboration, Évelyne Adam est remerciée par France Bleu le 27 juin 2014. Cette décision fait réagir des auditeurs qui s'expriment sur les réseaux sociaux pour protester contre cette décision[7] et une pétition de protestation est rapidement mise en ligne[8]. La polémique se poursuit plusieurs mois plus tard avec les dénonciations du Canard Enchaîné concernant les fastes du Pdg de Radio France [9]. Evelyne Adam écrit le livre "Demain n'est jamais loin..."  qui fait suite à l'affaire de son emploi à temps plein couvert par des contrats à durée déterminée successifs au régime des intermittents du spectacle depuis 1986 à Radio France. Sortie Mars 2016.
- Le 1er septembre 2014, Évelyne Adam fait son retour à l'antenne, sur M Radio (ex MFM : radio francophone 100 % chansons françaises) dans une émission de dialogue avec les auditeurs intitulée «Allô Evelyne» et diffusée de 20 h à 23 h jusqu'en 2016[10].

Elle présente aussi chaque semaine "Les découvertes francophones" le samedi sur France Bleu
- Évelyne Adam est membre du jury SACEM du prix Édith Piaf 96
- En 1998, elle organise au studio 104 de Radio France salle Olivier Messiaen un concert Franco-Québécois "Un pays nommé verglas" sous la présidence de Gilles Vigneault au profit de la Croix-Rouge canadienne avec Les radios francophones publiques et radio Canada
- Elle produit sur des scènes parisiennes des artistes auteurs compositeurs interprètes issus de la nouvelle scène francophone.

## Autres activités

### Comédienne
- En 2001 Évelyne Adam écrit et joue le scénario d'une comédie "Thon FM" à l'occasion des 20 ans de la naissance des radios libres. La pièce jouée au Théâtre de Boulogne-Billancourt aura pour parrain Guy Tréjan et pour marraine Sylvie Joly sur une mise en scène de François Bourcier.
- En 2007 dans le cadre du bicentenaire de la mort de Pascal Paoli (Ministère de la Culture et de la Communication), Évelyne Adam prête sa voix à la Corse dans le spectacle musicale de Magà Ettori, La Révolution Corse[11] (Casino de Paris, Bataclan, ...).
- En 2010 Évelyne Adam interprète le rôle d'Anna Maria Paoli dans le film de Magà Ettori, La Marche de l'Enfant Roi[12], dont la version courte a été sélectionné au 64e Festival de Cannes (Short Film Corner).
- En 2011 elle adapte l'œuvre de Prosper Mérimée "Colomba" signe le scénario, les dialogues et les textes des 14 chansons de la tragédie musicale qui sera présentée sur scène en Corse en juillet 2012.
- En 2011 Évelyne Adam incarne Ghjaseppina dans le film de Magà Ettori, I Tercani [12], dont l'avant première mondiale a été faite à Florence dans le cadre de la manifestation 50 Giorni di Cinema Internazionale di Firenze (50000 pers.).

### Auteur
- Évelyne ADAM Demain n'est jamais loin... 24 ans à Radio France virée en 10 minutes! Guy Trédaniel Editeur, Avril 2016
- Évelyne ADAM La niaque en héritage Il y a dix ans Bernard Loiseau Guy Trédaniel Editeur février 2013
- Évelyne Adam et Jean-Jacques Lafon pour les aquarelles et pastels des papillons, préface de Patrick Sébastien Les secrets du papillon, Guy Trédaniel éditeur, 2010. Les secrets du papillon
- Évelyne Adam "Pierre, mon amour"[13] avec Fanfan Bachelet chez Robin éditeur, 2006
- Évelyne Adam, La voie des ondes[14], Les presses du midi, 2002.  (ISBN 2-87867-389-1)

### Parolière
- Évelyne Adam écrit des textes de chansons, notamment pour Josephina Fernandez[15]